# Кондратьев, Георгий Григорьевич
Георгий Григорьевич Кондра́тьев (17 ноября 1944, Клинцы, Брянская область, РСФСР, СССР — 12 июля 2020, Красногорск, Московская область, Россия) — советский и российский военачальник.
Заместитель министра обороны Российской Федерации (1992—1995), главный военный эксперт — заместитель министра Российской Федерации по делам гражданской обороны, чрезвычайным ситуациям и ликвидации последствий стихийных бедствий (1995—2004), генерал-полковник.

## Биография
Окончил Харьковское гвардейское танковое училище с отличием (1962—1965), Военную академию бронетанковых войск имени Маршала Советского Союза Р. Я. Малиновского с отличием (1970—1973) и Военную академию Генерального штаба Вооружённых Сил СССР имени К. Е. Ворошилова с золотой медалью (1983—1985).
Проходил службу командиром танкового взвода (1965—1968), танковой роты (1968—1970) в Группе советских войск в Германии, заместителем начальника оперативного отделения штаба танковой дивизии (1973), начальником штаба (1973—1974), командиром танкового полка (1974—1978), заместителем командира танковой дивизии (1978—1980), командиром танковой дивизии (1980—1983) в Московском военном округе, первым заместителем командующего 8-й танковой армией (1985—1986) в Прикарпатском военном округе. С апреля 1986 года по январь 1988 года — первый заместитель командующего 40-й армией в Афганистане. Под его командованием служил Павел Грачёв, который в то время был командиром воздушно-десантной дивизии. В 1988 году назначен командующим 36-й армией в Забайкальском военном округе, 1989—1991 — первый заместитель командующего, 1991—1992 — командующий войсками Туркестанского военного округа.
С июня 1992 года по февраль 1995 года — заместитель министра обороны РФ. В 1994 году вступил в конфликт с министром обороны России Павлом Грачёвым, отказавшись воевать в Чечне.
С августа 1995 по 2004 год — главный военный эксперт — заместитель министра РФ по делам гражданской обороны, чрезвычайным ситуациям и ликвидации последствий стихийных бедствий.
В 1995 году возглавлял блок «Дума-96» на Выборах в Государственную думу.
С 2014 года — генеральный инспектор Управления генеральных инспекторов Министерства обороны Российской Федерации.
Награждён российским орденом Почёта, советскими двумя орденами Красного Знамени, двумя орденами Красной Звезды, орденами «За службу Родине в Вооружённых Силах СССР» II и III степени. Заслуженный военный специалист Российской Федерации.
Почётный гражданин Брянской области.
Умер в 2020 году. Похоронен на Троекуровском кладбище.